# Triplophysa alticeps
Triplophysa alticeps és una espècie de peix de la família dels balitòrids i de l'ordre dels cipriniformes.

## Morfologia
Els mascles poden assolir els 9 cm de longitud total.

## Distribució geogràfica
Es troba al llac Qinghaihu (Xina).